# Stictochironomus
Stictochironomus är ett släkte av tvåvingar som beskrevs av Jean-Jacques Kieffer 1919. Stictochironomus ingår i familjen fjädermyggor.

## Dottertaxa tillStictochironomus, i alfabetisk ordning[1][2]
- Stictochironomus abasirisecundus
- Stictochironomus akizukii
- Stictochironomus albicrus
- Stictochironomus annulicrus
- Stictochironomus bisignatus
- Stictochironomus caffrarius
- Stictochironomus crassiforceps
- Stictochironomus devinctus
- Stictochironomus festivus
- Stictochironomus flavicingulus
- Stictochironomus fluviaticus
- Stictochironomus fusiformis
- Stictochironomus illawarra
- Stictochironomus kamiprimus
- Stictochironomus kamiprinus
- Stictochironomus labeculatus
- Stictochironomus lutosus
- Stictochironomus maculipennis
- Stictochironomus marmoreus
- Stictochironomus naevus
- Stictochironomus narzykulovi
- Stictochironomus natalensis
- Stictochironomus palliatus
- Stictochironomus pictulus
- Stictochironomus psammophilus
- Stictochironomus puripennis
- Stictochironomus quagga
- Stictochironomus reissi
- Stictochironomus rosenschoeldi
- Stictochironomus stackelbergi
- Stictochironomus sticticus
- Stictochironomus tadizkistanicus
- Stictochironomus tamamontuki
- Stictochironomus townesi
- Stictochironomus translucens
- Stictochironomus unguiculatus
- Stictochironomus varius
- Stictochironomus virgatus